# فرودگاه چینچیلا
فرودگاه چینچیلا (به انگلیسی: Chinchilla Airport) یک فرودگاه همگانی با کد یاتا CCL است که یک باند فرود آسفالت دارد و طول باند آن ۱۰۶۶ متر است. این فرودگاه در کشور استرالیا قرار دارد .